# Hirondelle du Chili
Tachycineta leucopyga
Espèce
Synonymes
- Tachycineta meyeni

Statut de conservation UICN

 LC  : Préoccupation mineure
L'Hirondelle du Chili ou hirondelle de Patagonie (Tachycineta leucopyga, anciennement Tachycineta meyeni, nom vernaculaires en espagnol golondrina chilena ou golondrina patagónica) est une espèce monotypique (non subdivisée en sous-espèces) de passereaux de la famille des Hirundinidae.

## Répartition
Les oiseaux de cette espèce nichent au Chili et en Argentine , hivernant plus au nord (Uruguay, Brésil, Paraguay, Bolivie et peut-être Pérou).

## Taxinomie et étymologie
Le genre Tachycineta a été créé en 1850 par l'ornithologiste allemand Jean Cabanis. Ce nom générique provient du grec takhukinetos (qui se déplace rapidement), et le nom spécifique meyeni honore le botaniste et collectionneur prussien Franz Meyen.  Mlíkovský & Frahnert et d'autres auteurs ont montré que le nom valide de cette espèce devait être Tachycineta leucopyga (Meyen, 1834) et non Tachycineta meyeni. L'espèce est monotypique et forme une superespèce avec l'Hirondelle à diadème (T. leucorrhoa) présente dans d'autres aires d'Amérique du Sud.